# Twinkle (EP)
Twinkle è un EP del gruppo femminile sudcoreano Girls' Generation-TTS, pubblicato nel 2012 dall'etichetta discografica S.M. Entertainment. La versione digitale è stata pubblicata il 29 aprile 2012 e quella fisica il 2 maggio 2012. Il video musicale della title track Twinkle è stato diffuso il 30 aprile 2012 e vede la partecipazione in video dei membri degli EXO Chanyeol, Baekhyun, Kai e Sehun.
Twinkle si è classificato al quarto posto nella classifica statunitense degli album su iTunes, al primo posto nelle classifiche giapponese e bulgara degli album su iTunes e nella top 10 di vari altri paesi. Ha anche conseguito un all-kill in Corea del Sud, si è classificato primo nella Billboard World Albums e secondo nella Billboard Heatseekers Albums.

## Tracce
1. Twinkle – 3:28 (testo: So Ji-eum – musica: B. Fraley, J. Fraley, J. Solis)
2. Baby Steps – 3:56 (testo: Joy Factory – musica: Jimmy Andrew Richard, Sean Alexander, Tom Roger, Jimmy Burney, Joachim Alte)
3. OMG (Oh My God) – 3:25 (Kim Jung-bae)
4. Library – 4:03 (testo: Jo Yoon-kyung – musica: Sharon Vaughn, Didrik Thott, Sebastian Thott)
5. Good-bye, Hello (안녕; Annyeong) – 3:52 (testo: Kim Boo-min – musica: Hitchhiker)
6. Love Sick (처음이었죠; Cheo-eum-i-eotjyo) – 3:26 (testo: Kang Ah-deun – musica: Hwang Chan-hee)
7. Checkmate (체크메이트; Chekeume-iteu) – 3:27 (testo: Kim Boo-min – musica: Hitchhiker)